# Ilhéu dos Mosteiros
Ilhéu dos Mosteiros és un petit illot deshabitat al golf de Guinea, situat a 880 metres al nord-est de l'illa de Príncipe i és una de les illes més petites de São Tomé i Príncipe i és també el punt més oriental de la nació.
El nom de l'illa és la paraula portuguesa per a monestir, però l'illot probablement mai va tenir un monestir. Els illots és la terra més propera de São Tomé i Príncipe a l'illa de Bioko a Guinea Equatorial situada a 206,3 km. NNE des d'un punt a l'oest de San Antonio de Ureca (o Ureca)
L'illot fa 200 metres de SSE a NNW i el seu ample és de 95 metres a 130 metres amb altres roques més petites. Igual que Pedra da Galé a l'oest, tot el terreny és totalment àrid. Durant l'edat de gel, formava part de l'illa de Príncipe i al nord-est del que havia estat el segon punt més proper al continent africà a uns 200 km de distància del que era la península de Bioko, el més proper era a l'est de l'illa que era prop 192 km de l'oest del que ara és Corisco.
L'illot no està habitat pels humans. La fauna d'ocells, peixos i crustacis domina l'illa. Des de 2012, l'illot forma part de la Reserva de la Biosfera de l'Illa de Príncipe.